# Kocourovec
Kocourovec je malá vesnice, část obce Přáslavice v okrese Olomouc. Nachází se asi 1,5 km na východ od Přáslavic. Prochází zde dálnice D35 a silnice II/437. V roce 2009 zde bylo evidováno 20 adres. V roce 2001 zde trvale žilo 68 obyvatel.
Kocourovec leží v katastrálním území Přáslavice u Olomouce o výměře 7,28 km2.